# Лутце, Мануэла
Мануэла Лутце (нем. Manuela Lutze; род. 20 марта 1974, Бланкенбург, Саксония-Анхальт) — немецкая гребчиха, выступавшая за сборную Германии по академической гребле в 1990-х и 2000-х годах. Двукратная олимпийская чемпионка, пятикратная чемпионка мира, победительница многих регат национального и международного значения.

## Биография
Мануэла Лутце родилась 20 марта 1974 года в городе Бланкенбург, ГДР. Проходила подготовку в Магдебурге в местном одноимённом гребном клубе «Магдебург».
Впервые заявила о себе в гребле в 1992 году, выиграв золотую медаль в парных двойках на чемпионате мира среди юниоров в Монреале.
В 1994 году достаточно успешно выступала в молодёжном Кубке наций, дважды становилась серебряной призёркой в зачёте парных четвёрок.
Попав в основной состав немецкой национальной сборной, выступила на летних Олимпийских играх 1996 года в Атланте, однако попасть здесь в число призёров не смогла — вместе с напарницей Яной Тиме показала в парных двойках лишь пятый результат.
В 1997 году успешно дебютировала в Кубке мира, выиграв этапы в Мюнхене, Париже и Люцерне. Была лучшей и на чемпионате мира в Эгбелете, обогнав всех своих соперниц в программе парных четвёрок.
На домашнем чемпионате мира 1998 года в Кёльне вновь взяла золото в четвёрках. Кроме того, в той же дисциплине победила на этапе мирового кубка в Люцерне.
В 1999 году в четвёрках выиграла этапы Кубка мира в Вене и Люцерне, затем победила на мировом первенстве в Сент-Катаринсе. 
Благодаря череде удачных выступлений удостоилась права защищать честь страны на Олимпийских играх 2000 года в Сиднее — в составе четырёхместного экипажа, куда также вошли гребчихи Керстин Ковальски, Маня Ковальски и Майке Эверс, заняла первое место и тем самым завоевала золотую олимпийскую медаль.
В 2001 году побеждала на всех регатах, в которых принимала участие, в том числе получила четыре золотые медали на этапах Кубка мира, победила в состязаниях четвёрок на чемпионате мира в Люцерне.
В 2002 году помимо прочего выиграла мировое первенство в Севилье, став таким образом пятикратной чемпионкой мира по академической гребле.
На чемпионате мира 2003 года в Милане стала бронзовой призёркой в четвёрках, пропустив вперёд экипажи из Австралии и Белоруссии.
Находясь в числе лидеров гребной команды Германии, благополучно прошла отбор на Олимпийские игры 2004 года в Афинах — здесь совместно с Керстин Ковальски, Майке Эверс и Катрин Борон снова победила в программе парных четвёрок, добавив в послужной список ещё одну золотую олимпийскую медаль.
После афинской Олимпиады Лутце осталась в основном составе немецкой национальной сборной на ещё один олимпийский цикл и продолжила принимать участие в крупнейших международных регатах. Так, в 2007 году в программе парных двоек она выиграла бронзовую медаль на этапе Кубка мира в Линце, в то время как в четвёрках получила серебро на мировом первенстве в Мюнхене, уступив на финише только британским спортсменкам.
В 2008 году представляла страну на Олимпийских играх в Пекине — на сей раз в команде с такими гребчихами как Бритта Оппельт, Катрин Борон и Штефани Шиллер финишировала в четвёрках третьей позади экипажей из Китая и Великобритании. Вскоре по окончании этих соревнований приняла решение завершить спортивную карьеру.
За выдающиеся спортивные достижения 16 марта 2005 года была награждена высшей спортивной наградой Германии «Серебряный лавровый лист».
Впоследствии работала налоговым консультантом в компании PricewaterhouseCoopers. Является почётной гражданкой города Бланкенбурга.